# Coín (Spagna)
Coín è un comune spagnolo di 20 551 abitanti situato nella comunità autonoma dell'Andalusia.